# Нечволод Микола Кузьмич
Нечволод Микола Кузьмич (11 січня 1937) — український педагог. Доктор фізико-математичних наук, професор, академік Академії наук технологічної кібернетики України, Міжнародної академії наук, технологій та інжинірингу, Міжнародної кадрової академії.

## Життєпис
Народився 11 січня 1937 року в м. Куп'янськ Харківської області.
Закінчив Куп'янське педагогічне училище (1955), Харківський державний педагогічний інститут ім. Г. С. Сковороди (1961), аспірантуру Українського фізико-технічного науково-дослідного інституту за фахом фізика твердого тіла (1967).
Учитель Валківської середньої школи, інспектор районного відділу народної освіти, старший викладач, доцент і завідувач кафедри фізики, професор, проректор з навчальної і наукової роботи, ректор, з 2003 року — радник ректора і професор кафедри фізики (за сумісництвом) Слов'янського державного педагогічного інституту (з 2002 року — університет), почесний ректор університету.
Науковий керівник науково-технічного напрямку «Низькотемпературна повзучість алмазоподібних напівпровідників», науково-дослідних лабораторій університету з фізики твердого тіла і напівпровідників. Виступав з науковою доповіддю на Міжнародному науковому конгресі ЮНЕСКО з проблем педагогічної освіти (1992, м. Париж).

## Нагороди та відзнаки
За рейтингом Американського біографічного інституту, який акредитований при ЮНЕСКО, М. К. Нечволоду було присвоєно почесне звання «Людина року» (2001). За значні досягнення в галузі фізико-математичних наук ім'я професора М. К. Нечволода внесено Американським біографічним інститутом до першого всесвітнього біографічного довідника «Великі уми ХХІ століття» (2003).
Відмінник народної освіти. Заслужений працівник освіти України (1999). Нагороджений Золотими медалями та орденом «За розвиток науки і освіти» ІІ тисячоліття Американського біографічного інституту та Міжнародної кадрової академії; Золотою медаллю Пошани Америки як видатний іноземний вчений, медалями «За доблесну працю», «Ветеран праці», А. С. Макаренка, «10 років незалежності України», знаком пошани «За значні досягнення в організації науково-дослідної роботи студентів», Почесними грамотами Міністерства освіти і науки України.

## Науковий доробок
Автор (співавтор) понад 100 наукових праць, зокрема: «Ползучесть кристаллических тел при низких температурах», монографія (1980); «Курс фізики в 4-х томах», навчальний посібник (2001).